# 야당
야당(野黨, 영어: Parliamentary opposition)은 정당 정치 하에서 대통령이 배출되지 않았거나 내각을 조직하지 않고 있는 정당이다. 이 말은 정당 구도가 양당제인 경우에 흔히 쓰인다. 이의 반대 개념으로 정권을 담당하고 있는 정당을 여당이라고 한다.
양당제인 영국에서 제1야당은 '폐하의 반대당'이라고 불리며 특권이 부여되어 있다.

## 같이 보기
- 공식 야당 (캐나다)
- 여당